# Guy Mansfield (6e baron Sandhurst)
Pour les articles homonymes, voir Mansfield.
Guy Rhys John Mansfield, 6e baron Sandhurst (né le 3 mars 1949) est un pair et avocat britannique.

## Biographie
Il est président du Conseil général du Barreau en 2005. Il est l'actuel président de la recherche pour la Society of Conservative Lawyers.

### Chambre des lords
Lord Sandhurst est élu membre de la Chambre des Lords le 17 juin 2021 lors d'une élection partielle des pairs héréditaires conservateurs. Il prend ses fonctions le 23 juin 2021.

## Famille
Il épouse, le 5 juin 1976, Philippa St. Clair Verdon-Roe, fille de Digby Everard Verdon-Roe. Ils ont 2 enfants :
- Alice Georgina Mansfield (4 février 1980 - )
- Edward James Mansfield (12 avril 1982 - ) épouse Caroline Price, sans descendance.

## Distinctions
- Conseiller du roi (KC)

### Décorations
- Médaille du jubilé de diamant d'Élisabeth II (6 février 2012)
- Médaille du jubilé de platine d'Élisabeth II (6 février 2022)
- Médaille du couronnement de Charles III (6 mai 2023)